# X dinastia egizia
La X dinastia egizia si colloca all'interno della fase storica definita primo periodo intermedio e si sviluppa, unitamente alla precedente IX dinastia, negli anni dal 2160 a.C. al 2040 a.C.

## Storia

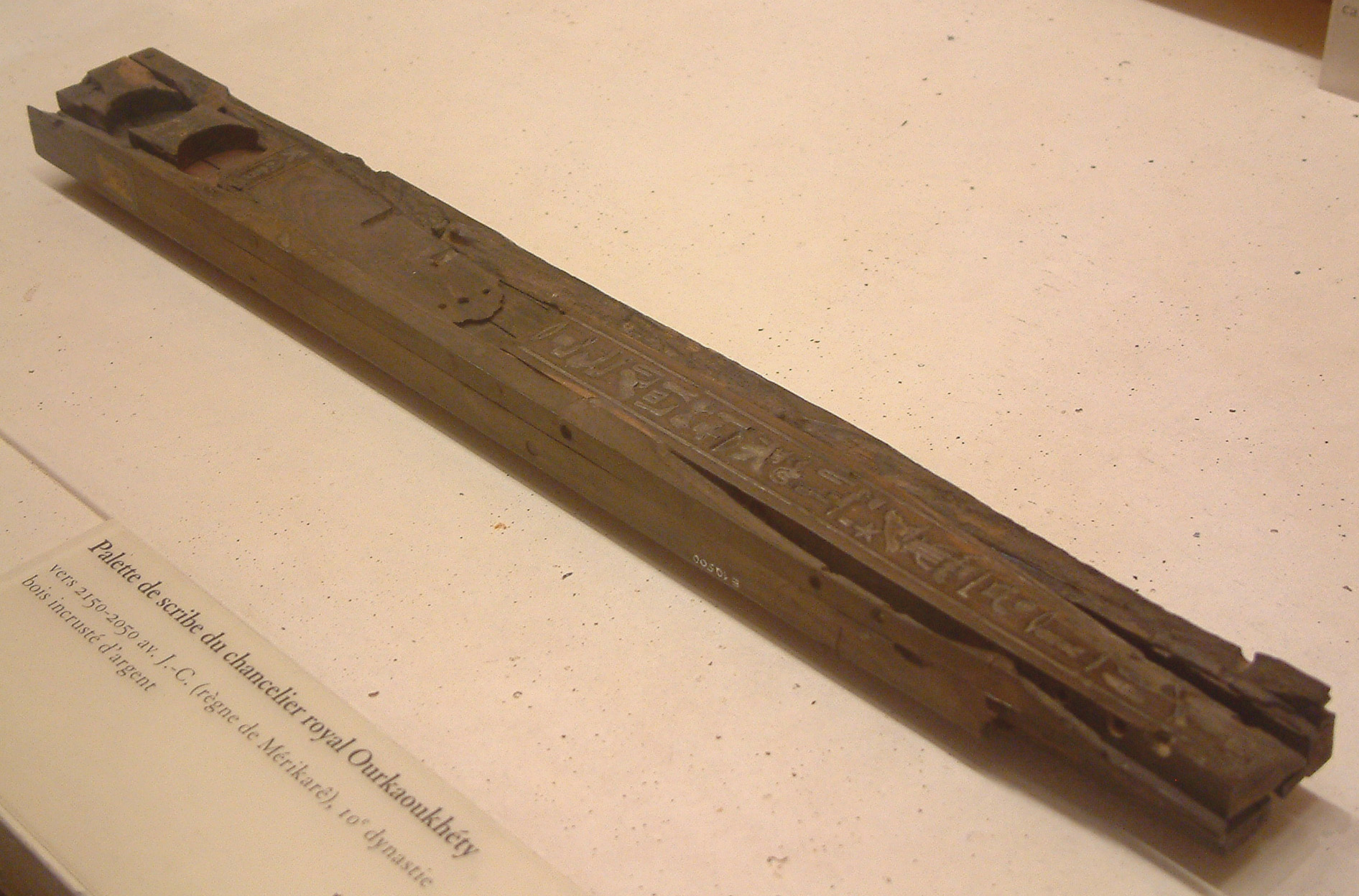
Astuccio da scriba del cancelliere Orkaukhety (X dinastia). Museo del Louvre, Parigi

Per questo periodo le fonti di cui disponiamo sono estremamente limitare e frammentarie. Le liste reali di Abydos e Saqqara ignorano del tutto questa dinastia, il Canone Reale, profondamente danneggiato, non cita alcuno dei sovrani inseriti in questa dinastia pur presentando lo spazio per numerose righe mancanti.
La lista di Manetone riporta solamente: ...19 re di Eracleopoli, che regnarono 185 anni.
Buona parte della conoscenza che possediamo su questi sovrani deriva dai Decreti di Copto, una serie di testi, rinvenuti in varie tombe, che riportano l'assegnazione di particolari privilegi al visir Shemai ed alla sua famiglia.
I pochi documenti coevi sembrano confermare che questa dinastia ebbe per capitale Eracleopoli e che il suo controllo sull'Egitto non fu completo.
È probabile che alcuni sovrani appartenenti a questa dinastia abbiano regnato contemporaneamente ai primi dinasti della XI dinastia.

## Lista di sovrani
| Prenomen  | Nomen         | Altri nomi | Note |
| --------- | ------------- | ---------- | ---- |
| Uakhara   | Kheti         | Kheti V    |      |
|           | Meri...       |            |      |
|           | Se...ra Kheti |            |      |
| Nebkaura  | Kheti         | Kheti VI   |      |
| Meribtaui | Kheti         | Kheti VII  |      |
| Merikara  |               |            |      |